# في (حرف جر)
في حرف جر أصلي في اللغة العربية يعمل على الاسم الظاهر والضمير على حد سواء. لحرف الجر (في) معنى الاحتواء والاستيعاب لكنه يحمل العديد من المعاني الأخرى هي:
1. الظرفية الزمانية أوالمكانية سواءً كانت حقيقية (شربت في الكوز، سرت في الليل) أو مجازية ﴿لَّقَدْ كَانَ لَكُمْ فِى رَسُولِ ٱللَّهِ أُسْوَةٌ حَسَنَةٌ..﴾ [الأحزاب:21]، أو الظرفية الزمانية والمكانية معاً مثل قوله تعالى: ﴿غُلِبَتِ الرُّومُ * فِي أَدْنَى الْأَرْضِ وَهُمْ مِنْ بَعْدِ غَلَبِهِمْ سَيَغْلِبُونَۦۚ﴾ [الروم:2-3]
2. السببية والتعليل: عن ابن عمر رضي الله عنه عن النبي صلى الله عليه وسلم قال: «دخلت امرأة النار في هرة ربطتها فلم تطعمها ولم تدعها تأكل من خشاش الأرض». [صحيح البخاري: 3071].[3] وكذلك ﴿لَمَسَّكُمْ فيما أَفَضْتُمْ﴾ [النور:14] وهي تعليلية.[4]
3. المصاحبة بمعنى مع: ﴿قَالَ ادْخُلُوا فِي أُمَمٍ قَدْ خَلَتْ مِنْ قَبْلِكُمْ﴾ [الأعراف:38]
4. الاستعلاء بمعنى على: ﴿..لَأُصَلِّبَنَّكُمْ فِي جُذُوعِ النَّخْلِ ..﴾ [طه:71]
5. معنى إلى: ﴿ فَرَدُّوا أَيْدِيَهُمْ فِي أَفْوَاهِهِمْ ﴾ [إبراهيم:9]
6. المقايسة أو الموانة وهي قياس شيء لآخر ﴿فَمَا مَتَاعُ الْحَيَاةِ الدُّنْيَا فِي الْآخِرَةِ إِلَّا قَلِيلٌ﴾ [التوبة:38][5]
7. التبعضية نحو أخذت في الأكل قدر ما أشار الطبيب. والتي تعني من الأكل (بعض الأكل).[6]
8. التعويض عن المحذوف نحو (الخير فيما اختاره الله).[7]
9. معنى الباء للإلصاق: كقول الشاعر زيد الخير: ويركب يوم الروع منّا فوارسيصيرون في طعن الأباهر والكلى
10. وقد تضاف أيضاً بسبب التوكيد وتكون غير قياسية مثل قول الشاعر: أنا أبو سعد إذا الليل دجايخال في سواده يرندجا ومعناها يعتقد سواده يرندجا.